# Торопчин, Владимир Иванович
Влади́мир Ива́нович Торо́пчин (род. 24 марта 1962, Боровичи) — советский и российский режиссёр-мультипликатор.

## Биография
Родился 24 марта 1962 года в городе Боровичи.
В 1978 году, окончив восемь классов в Боровичской школе № 9, переехал с семьей в Литву. В 15 лет будущий режиссёр уже трудился в колхозе в строительной бригаде, затем служил в армии. По возвращении в Боровичи, работал в геологоразведке, затем два года работал в Калиниградском управлении тралового флота.
Рисовать Торопчин начал ещё в детстве, в 1991 году он поступил на курсы аниматоров при студии «Панорама» в Санкт-Петербурге (курсы вёл Александр Романович Макаров), и детское увлечение анимацией переросло в профессию. После окончания курсов сотрудничал с различными анимационными студиями Санкт-Петербурга.
С 1996 по 2019 Владимир Иванович работал на студии анимационного кино «Мельница» художником-аниматором, потом ведущим аниматором при работе над мультфильмом «Карлик Нос». Параллельно занимался рекламой, принимал участие в создании рисованных компьютерных игр, квестов совместно со студией «1С». Принимал участие в создании проекта «Приключения в Изумрудном городе».
В период с 2006 по 2007 год работал над полнометражным анимационным фильмом «Илья Муромец и Соловей-Разбойник» в качестве режиссера-постановщика. Позже Торопчин работал над фильмом «Иван Царевич и Серый Волк», который стал самым кассовым мультфильмом 2012 года. В прокате России и странах СНГ по данным Forbes лента собрала 29 миллионов долларов при бюджете в 7,5 миллионов. В 2002 году на Восьмом международном фестивале детско-юношеских фильмов в Ереване фильм «Иван Царевич и Серый Волк» получил Приз за «Лучший полнометражный анимационный фильм», а также приз за лучший мультфильм на IV Московском ОФ молодёжного кино «Отражение» в Зеленограде.
20 апреля 2017 года в России состоялась премьера полнометражного компьютерно-анимационный фильма по мотивам одноимённой книги Александра Мелентьевича Волкова «Урфин Джюс и его деревянные солдаты». Режиссёрами стали он сам, Фёдор Дмитриев и Дарина Шмидт. Это первый мультфильм студии, сделанный в технике компьютерной анимации.
С 2019 сотрудничает со студией «Союзмультфильм».

## Личная жизнь
- Супруга — Светлана Торопчина, один из компоузеров на студии анимационного кино «Мельница».

## Фильмография
| Год       | Фильм                               | Участие                                       |
| --------- | ----------------------------------- | --------------------------------------------- |
| 1999—2000 | Приключения в Изумрудном городе     | художник-аниматор                             |
| 2003      | Карлик Нос                          | ведущий аниматор                              |
| 2007      | Илья Муромец и Соловей-Разбойник    | режиссёр-постановщик, раскадровщик            |
| 2010      | Три богатыря и Шамаханская царица   | раскадровщик                                  |
| 2011      | Иван Царевич и Серый Волк           | режиссёр-постановщик, раскадровщик            |
| 2013      | Иван Царевич и Серый Волк 2         | режиссёр-постановщик, раскадровщик, сценарист |
| 2016      | Три богатыря и морской царь         | раскадровщик                                  |
| 2017      | Урфин Джюс и его деревянные солдаты | режиссёр-постановщик                          |
| 2017      | Три богатыря и принцесса Египта     | раскадровщик                                  |
| 2018—н.в. | Лунтик и его друзья                 | режиссёр серий (в обновлённом 3D)             |
| 2019      | Простоквашино                       | режиссёр 12-й серии («Неудобные соседи»)      |
| 2019      | Урфин Джюс возвращается             | раскадровщик                                  |
| 2021—н.в. | Я жду Нюфоцея Бэч                   | режиссёр серий                                |
| 2022—н.в. | Умка                                | режиссёр серий                                |
| 2022—н.в. | Отель у овечек                      | режиссёр серий                                |
| 2023—н.в. | Три кота                            | режиссёр серий                                |

## Награды и премии

### Илья Муромец и Соловей-Разбойник
- «Илья Муромец и Соловей-Разбойник» получил награды на фестивалях [2]:
  - 2008 — Фестиваль «Ярославская киномасленица» — Приз «Бронзовый медведь» за режиссёрский дебют в анимации (Владимир Торопчин)
  - 2008 — 24-й Международный Московский кинофестиваль для детей и юношества — Приз президента Московского международного фестиваля фильмов для детей и юношества Армена Медведева
  - 2009 — Х Балканский фестиваль фильмов и телевизионных программ для детей и юношества «Арт Амфора» — Премия Международного жюри фестиваля в категории «Анимация».

### Иван Царевич и Серый Волк
- 2012 — XVI Всероссийский фестиваль визуальных искусств в «Орлёнке» — Лучший полнометражный фильм[3].
- 2013 — Открытый Российский фестиваль анимационного кино в Суздале — Лучший полнометражный фильм[4].

### Иван Царевич и Серый Волк 2
- В 2014 году фильм был награждён премией «Золотой орёл» за лучший анимационный фильм[5].

### Урфин Джюс и его деревянные солдаты
- 2018 — «Урфин Джюс и его деревянные солдаты» — номинант премии «Золотой орёл» в категории «Лучший анимационный фильм»[6].